# Fistful of Anthrax
Fistful of Anthrax è una raccolta pubblicata inizialmente solo in Giappone nel 1987 dalla band thrash metal statunitense Anthrax. Da qualche anno è distribuita anche in Europa.

## Tracce
1. Deathrider
2. Metal Thrashing Mad
3. I'm Eighteen
4. Panic
5. Subjugator
6. Raise Hell (feat. Joey Belladonna)
7. Soldiers Of Metal
8. Death From Above
9. Anthrax
10. Across The River
11. Howling Furies
12. Panic (Live feat. Joey Belladonna)